# Edward Jones (General)
Sir Charles Edward Webb Jones, KCB, CVO, CBE (* 25. September 1936 in Altrincham, Cheshire, England; † 14. Mai 2007 in Inverness-shire, Schottland) war ein britischer Offizier der British Army, der zuletzt als General zwischen 1988 und 1991 Generalquartiermeister des Heeres (Quartermaster-General to the Forces) sowie von 1992 bis 1995 Militärischer Vertreter im NATO-Militärausschuss war. Im Anschluss bekleidete er zwischen 1995 und 2001 das Amt des Gentleman Usher of the Black Rod.

## Leben

### Ausbildung und Verwendungen als Offizier
Charles Edward Webb Jones, Sohn von General Charles Phibbs Jones und dessen Ehefrau Ouida Margaret Wallace, begann nach dem Besuch der 1618 gegründeten Portora Royal School in Enniskillen zunächst ein Studium am Pembroke College der University of Cambridge, das er jedoch nach zehn Tagen abbrach, um eine Offiziersausbildung an der Royal Military Academy Sandhurst (RMAS) zu beginnen. Nach deren Abschluss wurde er am 27. Juli 1956 als Leutnant (Second Lieutenant) in das Leichte Infanterieregiment Oxfordshire and Buckinghamshire Light Infantry übernommen. In den folgenden Jahren fand er verschiedene Verwendungen im Infanterieregiment 1st Green Jackets (43rd and 52nd) und kam unter anderem im Zypernkonflikt sowie während der sogenannten „Malayan Emergency“ in der Föderation Malaya zum Einsatz. 1966 wechselte er als Offizier zum Infanterieregiment Royal Green Jackets und wurde als Oberstleutnant (Lieutenant Colonel) und Kommandeur (Commanding Officer) von dessen im County Armagh eingesetzten 1. Bataillon während des Nordirlandkonflikts im Zeitraum vom 1. Mai bis 31. Juli 1972 im Kriegsbericht erwähnt (Mentioned in dispatches). 1976 kam er als Angehöriger der Friedenstruppe der Vereinten Nationen in Zypern UNFICYP (United Nations Peacekeeping Force in Cyprus) zum Einsatz und war Ende der 1970er Jahre im Verteidigungsministerium im Referat für Nordirland zum Zeitpunkt des Todes des konservativen Politikers Airey Neave tätig, der durch eine Autobombe der Irish National Liberation Army beim Ausfahren aus dem Parkhaus des Palace of Westminster getötet wurde. 
Nachdem Jones 1980 das Royal College of Defence Studies (RCDS) absolviert hatte, wurde Jones im Januar 1981 zum Brigadegeneral (Brigadier) befördert und zum Kommandeur der zur Britischen Rheinarmee BAOR (British Army of the Rhine) gehörenden in den San Sebastian Barracks in Soest stationierten 6. Panzerbrigade ( 6th Armoured Brigade), wo er bis Januar 1983 verblieb. Im Anschluss fungierte er zwischen Juli 1983 und Januar 1985 als Kommandeur des Militärberatungs- und Ausbildungsteams in Simbabwe, das am 18. April 1980 die Unabhängigkeit vom Vereinigten Königreich erhalten hatte. Für seine dortigen Verdienste wurde er am 15. Juni 1985 zum Commander des Order of the British Empire (CBE) ernannt.
Nach seiner Rückkehr aus Simbabwe fungierte Generalmajor (Major-General) Edward Jones zwischen Februar 1985 und Februar 1987 als Generaldirektor der Territorialarmee (Director-General, Territorial Army). Am 1. Oktober 1986 übernahm er zudem von General Richard Trant das Ehrenamt des Colonel Commandant of the Royal Army Educational Corps. Im Anschluss wurde er wieder nach Deutschland versetzt, und zwar als Nachfolger von Generalmajor David J. Ramsbotham von März 1987 bis zu seiner Ablösung durch Generalmajor Michael Wilkes im Juni 1988 als Kommandierender General (General Officer Commanding) der 3. Panzerdivision (3rd Armoured Division).

### Aufstieg zum General undGentleman Usher of the Black Rod
Im Juli 1988 kehrte Jones als Generalleutnant (Lieutenant-General) ins Verteidigungsministerium zurück, wo er von General Charles Huxtable den Posten als Generalquartiermeister des Heeres (Quartermaster-General to the Forces) übernahm. Er übte diese Verwendung bis Dezember 1991 aus, woraufhin General John Learmont sein dortiger Nachfolger wurde. Als Nachfolger von General James Glover übernahm er zudem am 1. Juli 1988 den Ehrenposten als Colonel Commandant of the 3rd Battalion, The Royal Green Jackets. Während dieser Zeit wurde er am 31. Dezember 1988 zum Knight Commander des Order of the Bath (KCB) geschlagen, so dass er fortan den Namenszusatz „Sir“ führte.
Zuletzt löste General Jones im Januar 1992 Admiral Richard Thomas als Militärischer Vertreter im NATO-Militärausschuss ab und bekleidete dieses Amt bis zu seinem Eintritt in den Ruhestand im Januar 1995, woraufhin Air Chief Marshal John Cheshire sein dortiger Nachfolger wurde. Am 9. Mai 1995 wurde er abermals Nachfolger von Admiral Richard Thomas, und zwar dieses Mal im Amt des Gentleman Usher of the Black Rod. In dieser Funktion war er bis zu seiner Ablösung durch Generalleutnant Michael Willcocks am 8. Mai 2001 Vertreter von Königin Elisabeth II. im Oberhaus (House of Lords). Nach Beendigung seines Amtes als Black Rod wurde er am 9. Mai 2001 auch zum Commander des Royal Victorian Order (CVO) ernannt. Er fungierte zudem als Kommissionsmitglied des Royal Hospital Chelsea.
Aus seiner 1965 geschlossenen Ehe mit Suzanne Leschallas gingen die Söhne Hume Richard Webb Jones, der als Major bei den Royal Green Jackets dient, Benjamin Edward Webb Jones sowie die Tochter Jemma Suzanne hervor.